# 手話サークル
手話サークル（しゅわサークル）とは、聴者が手話を通じて聾者とのコミュニケーションを取る場、およびその活動。別名、手話の会（しゅわのかい）。

## 概要
構成員は、聴者で協力員として聾者がかかわっている。

## 歴史
多くの手話サークルの設立趣旨としては、手話奉仕員養成講座を修了した後の継続的な学びの場を作るためであった。最も古い手話サークルは、1963年（昭和38年）9月に発足した京都市手話学習会「みみずく」とされる。

## サークルの役割
手話サークルの上位団体として各都道府県には手話サークル連合会がある。各都道府県の手話通訳士会そして、各都道府県手話通訳問題研究会と共に、聴覚障害者の社会参加への重要な役割を担っている。

### 通訳活動
手話サークルは、手話通訳派遣制度が未熟な頃は聴覚障害者への情報保障を担っていた。特に情報保障への制度が充実していない地方では講演会や医療通訳等の通訳者派遣業務を手話サークルが担っていた。しかし自立支援法の施行などの手話通訳制度充実により通訳派遣業務や調整また実施は手話サークルではなく責任のある市町村が行うようになった。

### 啓発運動
手話サークルでは手話の啓発活動を行っている。たとえば人権講演会や福祉大会への参加がある。

### 養成事業
手話の養成事業としては、手話奉仕員養成講座入門が開かれている。この手話奉仕員養成講座入門は、主催が市町村や、市町村社会福祉協議会であったとしても、市町村聴覚障害者協会と手話サークルの協力が不可欠である。